# Lego Batman 2: DC Super Heroes
Lego Batman 2: DC Super Heroes är ett dator- och TV-spel till Playstation 3, Playstation Vita, Nintendo 3DS, Wii, Wii U, Nintendo DS, Xbox 360 och Microsoft Windows. Spelet utvecklades av Traveller's Tales 2012 och är en uppföljare till Lego Batman: The Video Game.

## Handling
Mångmiljonären Bruce Wayne tilldelas "Man of the Year"-priset med Lex Luthor som tvåa, vilket gör Lex mycket upprörd. Allt går bra tills superskurkarna Jokern, Pingvinen, Gåtan, Two-Face och Harley Quinn dyker upp och rånar alla på deras värdesaker. Jokern stjäl även Bruce Waynes pris. Bruce och Dick byter om till Batman och Robin för att stoppa skurkarna. De lyckas fånga alla utom Jokern, som flyr till havs. Efter en lång jakt lyckas dock hjältarna besegra honom och skickar honom till Arkham. Senare blir Jokern befriad av Lex Luthor med hjälp av ett kryptonitdrivet vapen som kallas "The Deconstructor". Lex satsar på att bli USA:s president och behöver Jokerns hjälp för att genomföra det. Med hjälp av Jokerns specialgjorda gas kan de manipulera väljarna att rösta på Lex. I gengäld får Jokern använda det kryptonitdrivna vapnet för sina egna gärningar. De befriar sedan de andra fångarna och flyr med en helikopter. Batman och Robin får sedan hjälp från Stålmannen, Green Lantern, Cyborg, Flash och Wonder Woman för att stoppa Lex Luthors ondskefulla plan.

## Gameplay
Lego Batman 2: DC Super Heroes har ett koncept i form av en öppen värld. Spelets gameplay liknar sin föregångare, Lego Batman: The Videogame, men tillåter spelare att spela som klassiska Batmanfigurerna, samt andra olika superhjältar från DC Comics, så som Robin, Batgirl, Green Lantern, Stålmannen, Flash och Wonder Woman. Det finns 70 spelbara figurer. Nya prylar som Robin Hazarddräkt, Stålmannens värmesyn och en Power Suit för Batman introducerades. en extra 2-spelare kooperativa spelläget, är också närvarande. En delbar skärm används också på grund av att spelet har en väldigt öppen miljö. Det mesta av Gotham City kan delas upp i "bricks", som spelarna kan använda för att bygga nya dräkter och föremål som kan hjälpa till att lösa pussel.

## Spelbara figurer

### Från start
- Batman (hjälte)
- Robin (hjälte)

### Upplåsningsbara under "Story Mode"
- Superman (hjälte)
- Green Lantern (hjälte)
- Cyborg (hjälte)
- Flash (hjälte)
- Wonder Woman (hjälte)

### Köpbara för Studs-poäng
- Martian Manhunter (hjälte)
- Aquaman (hjälte)
- Hawkman (hjälte)
- Hawkgirl (hjälte)
- Huntress (hjälte)
- Batgirl (hjälte)
- Supergirl (hjälte)
- Black Canary (hjälte)
- Lex Luthor (skurk)
- The Joker (skurk)
- Harley Quinn (skurk)
- The Riddler (skurk)
- Two-Face (skurk)
- The Penguin (skurk)
- Poison Ivy (skurk)
- Catwoman (skurk)
- Bane (skurk)
- Killer Croc (skurk)
- Mister Freeze (skurk)
- Scarecrow (skurk)
- Captain Boomerang (skurk)
- Sinestro (skurk)
- Mad Hatter (skurk)
- Killer Moth (skurk)
- Man-Bat (skurk)
- Clayface (skurk)
- Hush (skurk)
- Ra's al Ghul (skurk)
- General Zod (skurk)
- Brainiac (skurk)
- Bruce Wayne (civil)
- Dick Grayson (civil)
- Clark Kent (civil)
- Alfred (civil)
- Commissioner Gordon (civil)
- Lois Lane (civil)
- Vicki Vale (civil)
- Policeman (civil)
- Clown Goon (fiende)
- Mime Goon (fiende)
- Riddler Goon (fiende)
- Two-Face Goon (fiende)
- LexBot (fiende)

### Villains/Heroes DLC Packs
- Robin (Damian Wayne) (hjälte)
- Nightwing (hjälte)
- Shazam (hjälte)
- Katana (hjälte)
- Zatanna (hjälte)
- Bizarro (skurk)
- Black Adam (skurk)
- Captain Cold (skurk)
- Gorilla Grodd (skurk)
- Black Manta (skurk)

## Mottagande
Spelet fick gott mottagande, med kritiker som prisade dess raffinerade gameplay, story och röstskådespeleri. Spelet fick dock mindre bra kritism för några mindre och sporadiska tekniska buggar. Gameinformer gav spelet en 8,25. På Metacritic fick spelet en 80 för Xbox 360-versionen och 81 för PS3-versionen. Andrew Laughlin från Digital Spy benämnde spelet som det bästa i legoserien hittills.